# Agapanthaceae
Agapanthaceae је фамилија монокотиледоних скривеносеменица ендемична за јужну Африку. Обухвата само један род — Agapanthus, веома популаран међу узгајивачима. Статус фамилије није присутан у свим класификационим схемама, већ је овај род сврставан у друге фамилије — Amaryllidaceae (Fay & Chase 1996), Alliaceae (Далгренов и APG II систем), Liliaceae (Кронквистов систем).
Биљке фамилије Agapanthaceae имају натцветне плоднике, што их разликује од биљака фамилије Amaryllidaceae, а такође не садрже мирисне хемијске компоненте карактеристичне за лукове (Alliaceae). Fay & Chase (1996) препоручују укључивање рода Agapanthus у потфамилију Agapanthoideae у оквиру фамилије Amaryllidaceae (упркос разлике у морфологији цвета). APG II систем дозвољава постојање засебних фамилија, али препоручује заједничко сврставање у Alliaceae.